# Hinterbuchberg (Mitterfels)
Hinterbuchberg ist ein Gemeindeteil des Marktes Mitterfels im niederbayerischen Landkreis Straubing-Bogen.
Das Dorf  liegt 0,7 Kilometer östlich des Ortskerns von Mitterfels, östlich über dem Kerbtal der Menach und westlich der Kreisstraße SR 4. In den Auswertungen zu den Volkszählungen wird Hinterbuchberg bis 1925 als Weiler bezeichnet und ab 1950 als Dorf geführt.

## Einwohnerentwicklung
| Jahr      | 1835 | 1860 | 1871 | 1875 | 1885 | 1900 | 1913 | 1925 | 1950 | 1961 | 1970 | 1987 |
| --------- | ---- | ---- | ---- | ---- | ---- | ---- | ---- | ---- | ---- | ---- | ---- | ---- |
| Einwohner | 26   | 43   | 33   | 38   | 35   | 29   | 42   | 36   | 58   | 47   | 51   | 41   |

## Kultur und Sehenswürdigkeiten

### Kirchensprengel
Der Ort wurde 1828, zur gleichen Zeit wie Vorderbuchberg, von der katholischen Pfarrei Oberaltaich nach Mitterfels umgepfarrt.